# Tricholomataceae
Tricholomataceae es una familia de hongos Agaricales. Los elementos identificadores de las especies del grupo según esquemas sistemáticos antiguos, grupo constituido como «cajón de sastre», eran la posesión de esporas blancas, amarillas o rosadas y la pertenencia a géneros de Agaricales no incluidos en las familias Amanitaceae, Lepiotaceae, Hygrophoraceae, Pluteaceae, o Entolomataceae. Arnolds (1986) y Bas (1990) incluyeron en su clasificación a los géneros de Hygrophoraceae en la familia; no obstante, los taxónomos actuales no aceptan dicha clasificación.

## Géneros
La familia agrupa a 78 géneros entre los que están Tricholoma (el género tipo), Clitocybe,  Pleurotus, Armillaria, Mycena, o Marasmius.

## Filogenia
Los análisis de filogenia molecular determinaron un grupo monofilético de Tricholomataceae. Más aún, mediante cladística es posible definirlo aún con más precisión que mediante sistemática puramente linneana. No obstante, dichos análisis han permitido segregar pequeñas familias más lejanamente emparentadas del taxón, como Marasmiaceae, Omphalotaceae, Physalacriaceae y Pleurotaceae.

## Nomenclatura

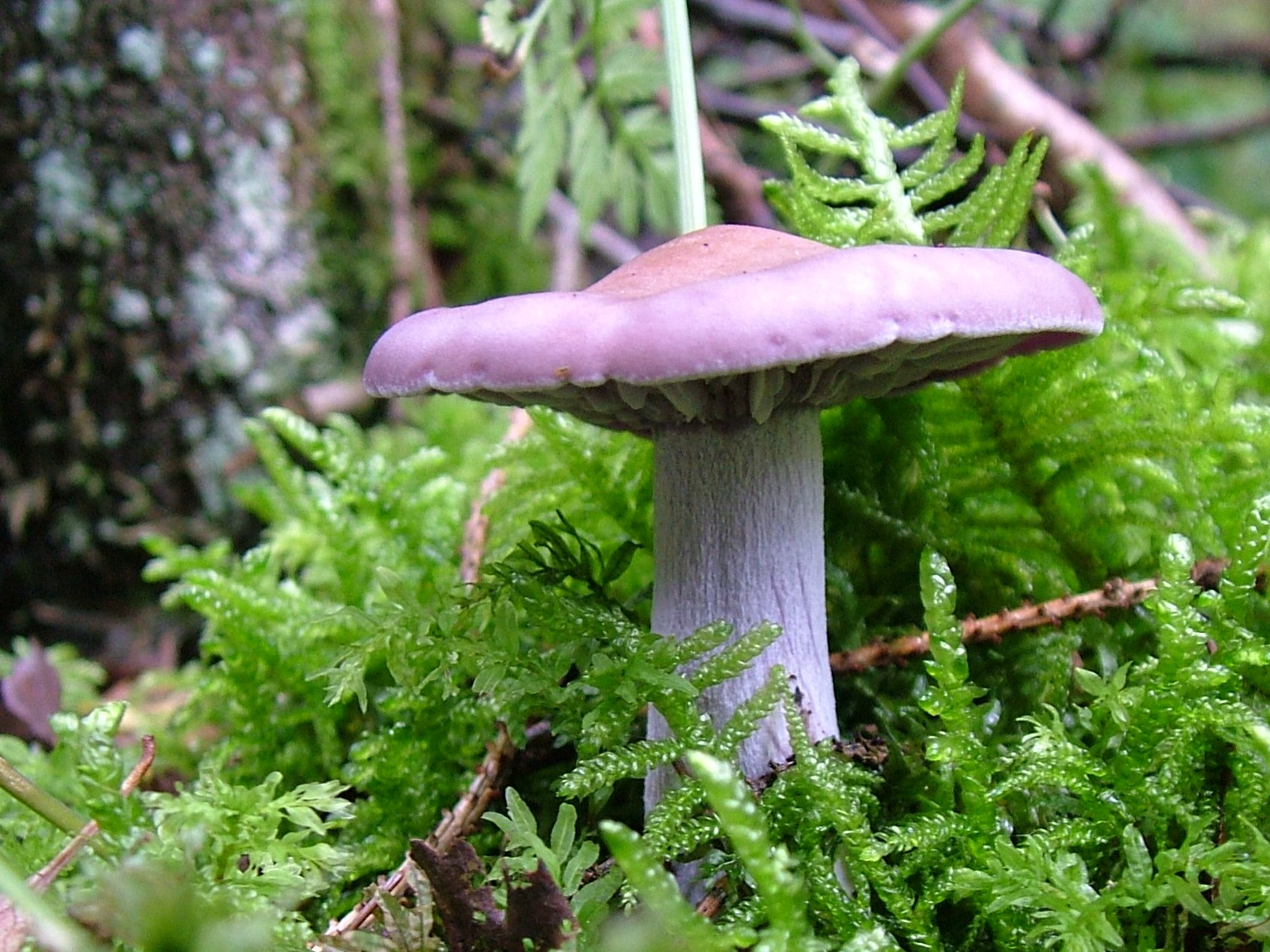
Lepista nuda.

El género Tricholoma da lugar al nombre del grupo, definido como el de hongos semejantes a aquel y con un origen monofilético. El International Botanical Congress, en 1988 y 2006, ha determinado que el nombre de la familia se conserve por tradición frente a las alternativas propuestas McNeill, et al. 2006) . Dicha decisión, no obstante, no invalida la segregación de las nuevas familias antes descritas; simplemente, permite el uso del nombre Tricholomataceae para hacer referencia a ellas.

### Citadas en el texto
1. ↑    - Bas C. (1990). Tricholomataceae R.Heim ex Pouz. In: Flora Agaricina Neerlandica 2:65. ISBN 90-6191-971-1
2. 1 2  Young AM. (2002) Brief notes on the status of Family Hygrophoraceae Lotsy. Australasian Mycologist 21(3):114–116.
3. ↑  Redhead SA. (2003). (1571) Proposal to conserve the name Tricholomataceae nom. cons. against two additional names, Mycenaceae and Hygrophoraceae (Fungi). Taxon 52(1):135–136.
4. ↑  McNeill J, Redhead SA,  Wiersema JH. (2006). Report of the General Committee: 9. Taxon 55(3):795–800.